# 清永陵
清永陵（穆麟德轉寫：enteheme munggan），原名兴京陵，位于辽宁省抚顺市新宾满族自治县永陵镇，是努尔哈赤祖先的陵墓。此陵中葬有孟特穆（肇祖）、福满（兴祖）、觉昌安（景祖）、塔克世（显祖）以及努尔哈赤的两位叔伯礼敦和塔察篇古以及他们的配偶。
始建于明万历二十六年（1598年），后多有改造和扩建。在辈分上为盛京三陵之首，但规模较小，有一定的满族特色，是中国保存比较完好的皇家陵寝。1988年成为全国文物保护单位。2004年作为明清皇家陵寝的扩展部分成为世界文化遗产。

## 历史
清永陵始建于1598年，现在所在地是努尔哈赤家族的传统墓地，先后埋葬了福满、觉昌安、塔克世及努尔哈赤其它伯祖、叔祖等人，当时尚无陵寝建筑。
1624年努尔哈赤迁都辽阳之后，建造东京陵。将景祖、显祖等诸陵迁往东京陵。
1634年称兴京陵。
1636年因为皇太极改国号为大清，在兴祖墓后设肇祖衣冠冢。
1651年封乔山尼雅满山岗为“启运山”。1653年始建享殿、配殿、方城门墙。后将享殿命名为“启运殿”，方城门为“启运门”。
1658年将景、显二祖及礼敦、塔察篇古迁回兴京陵安葬。
1659年更名为永陵，寓意帝祚长久。
1677年永陵改用黄琉璃瓦件。

## 建筑和格局
永陵神道长约800米，神道口有下马碑（建于1783年），神道无石像生、华表。永陵入口为正红门，正红门以木栅栏为门，是满族建筑特色。进入正红门后，为四祖碑亭，即肇、兴、景、显四祖的神功圣德碑亭，按昭穆制度排列。肇、兴二祖神功圣德碑建碑亭建于1655年，景、显二祖神功圣德碑建碑亭建于1661年。
（面朝正红门方面）中左为肇祖，中右为兴祖，最左为景祖，最右为显祖，碑亭内有神功圣德碑，用满、蒙、汉三种文字为之歌功颂德。碑亭为歇山琉璃顶建筑，边角下部饰有浮雕，龙形而肖犬，可能与满族习俗尚犬有关。四祖碑亭周围有一些果房、朝房等祭祀配套设施。
之后启运门为方城正门，方城内有启运殿、东西配殿和焚帛亭等，方城无城墙、角楼。启运门后两侧有砖雕云龙袖壁，与一般琉璃龙壁不同。启运殿即享殿，为祭祀主体建筑，内有四帝及其皇后的供奉牌位。顶上两端鸱吻剑把分别透雕“日”、“月”二字，或有“破明”之意，也有与日月同辉之意。启运殿后为宝城，无明楼、哑巴院等建筑。宝城中即墓葬，仍按昭穆排列，中为兴祖，左为景祖，右为显祖，台下左为礼敦，右为塔察篇古，肇祖由于是衣冠冢，不起坟包，位于兴祖墓东北。

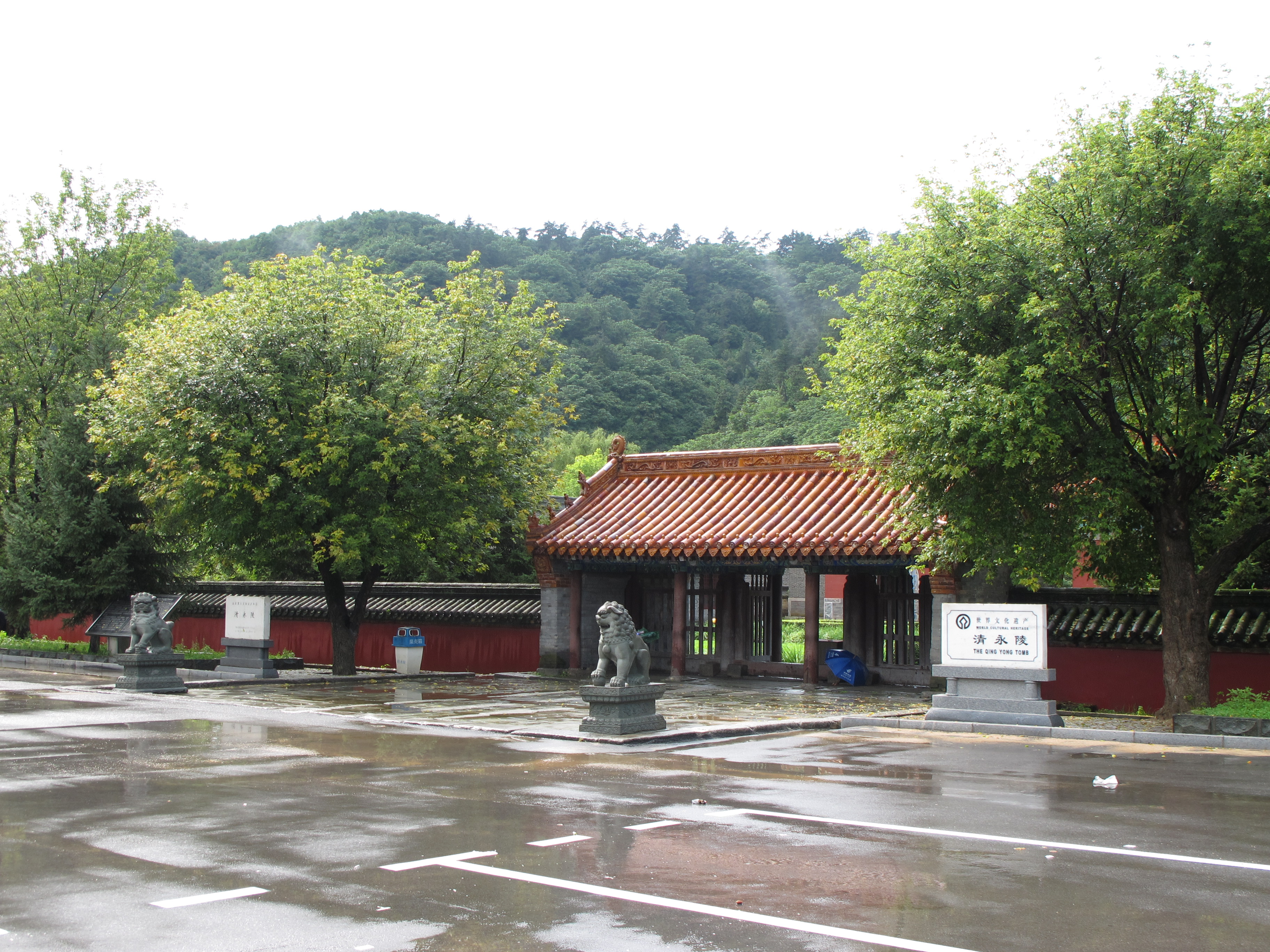
正红门
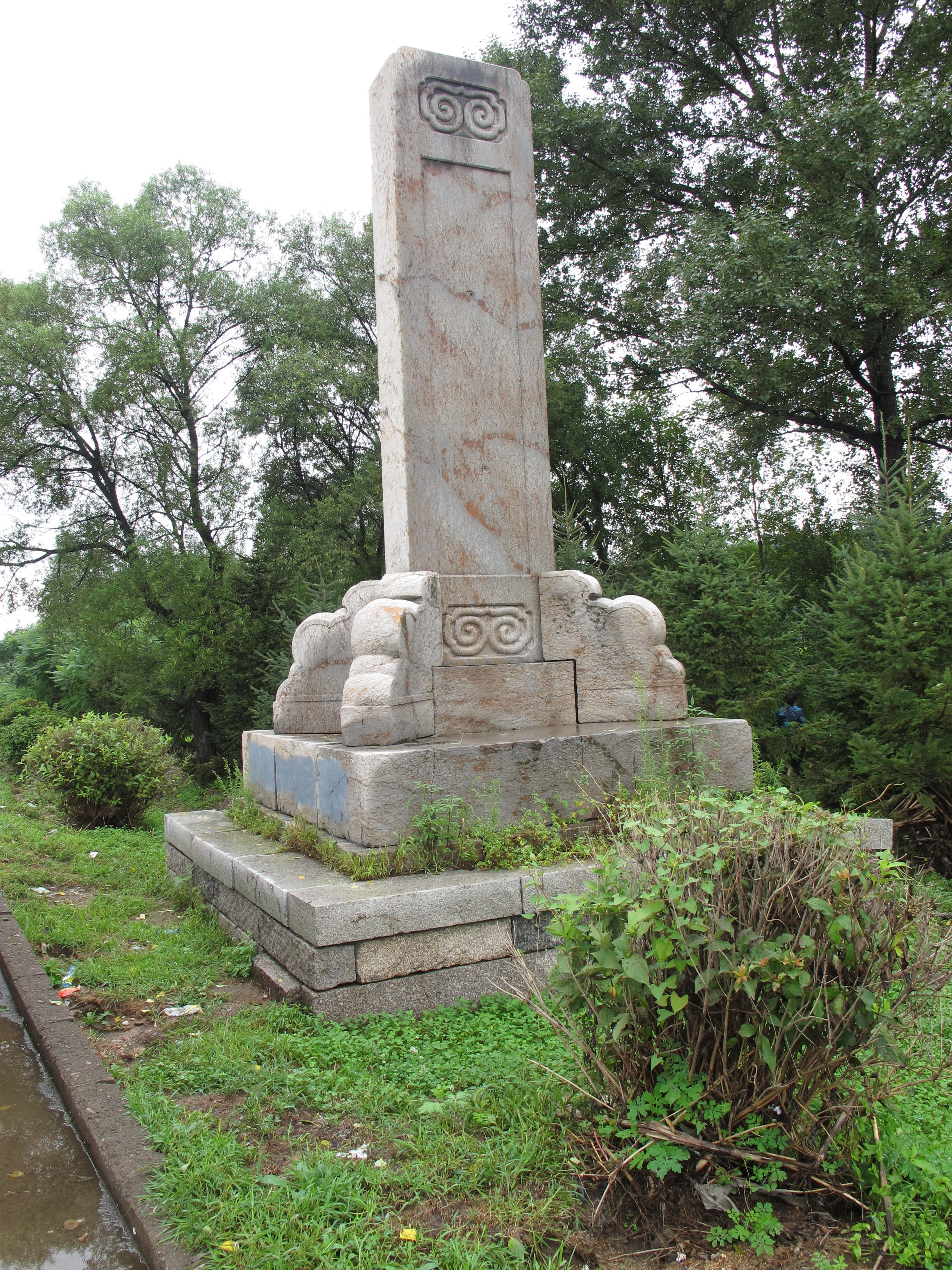
下马碑
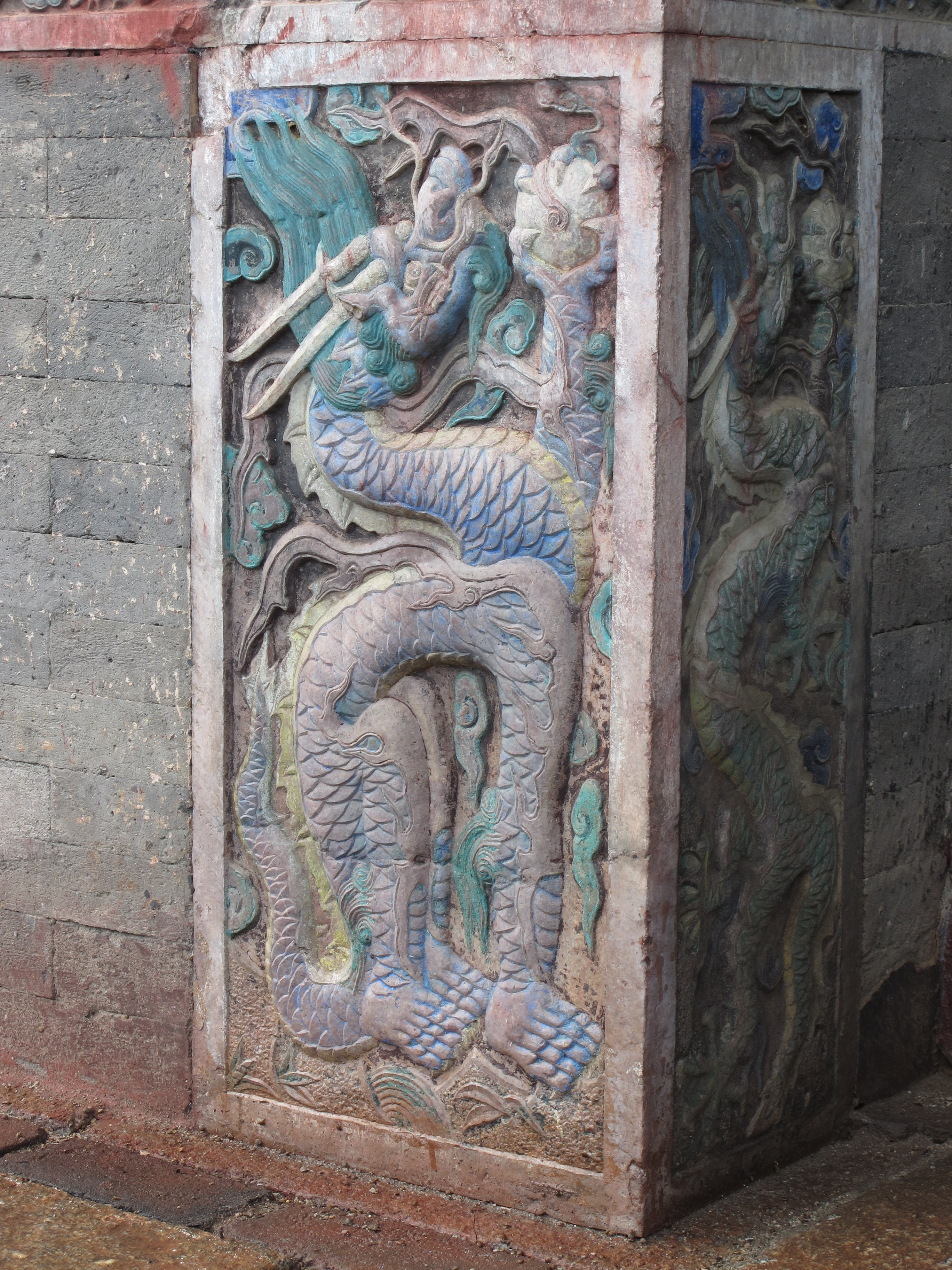
坐龙
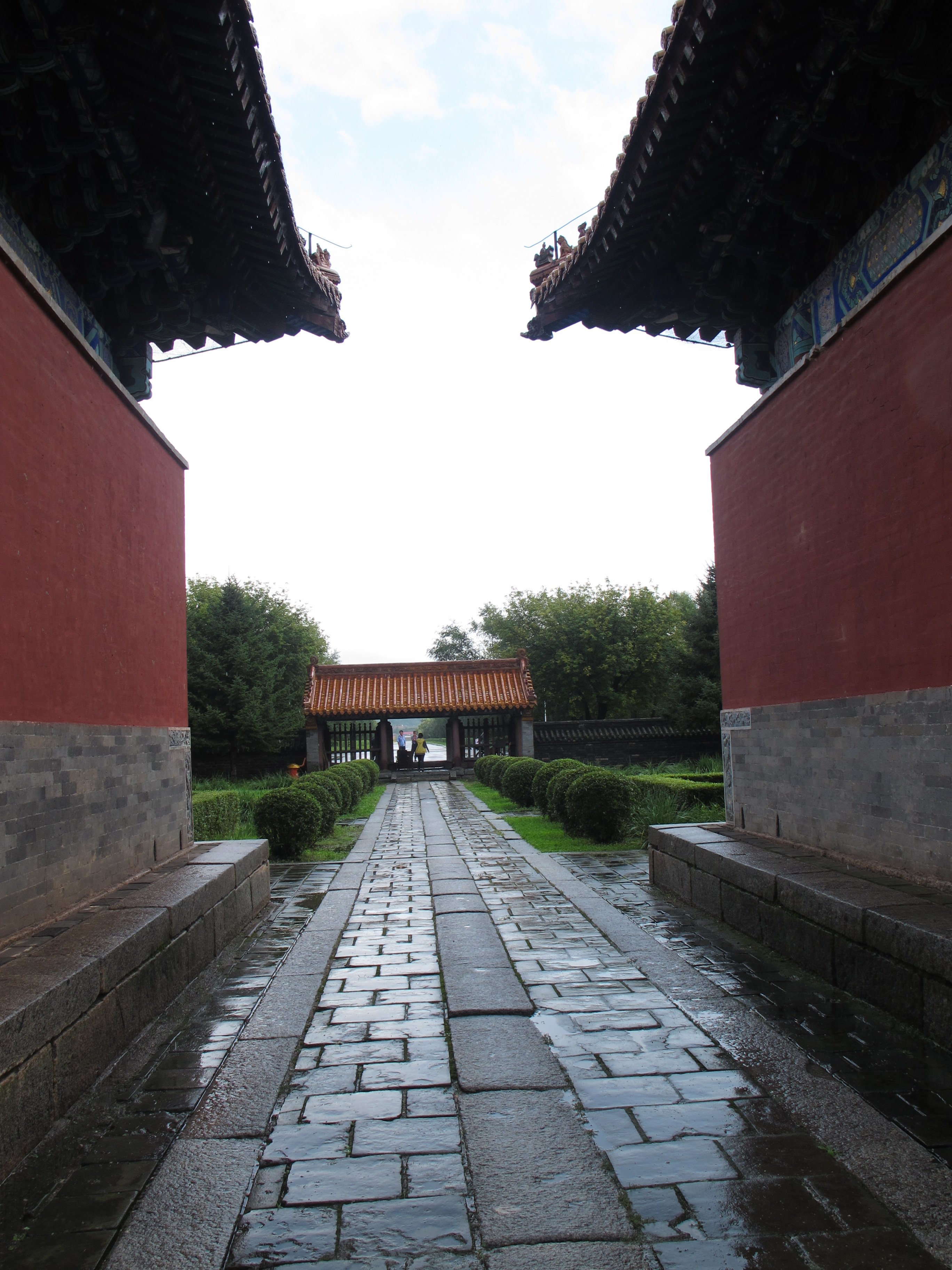
中轴
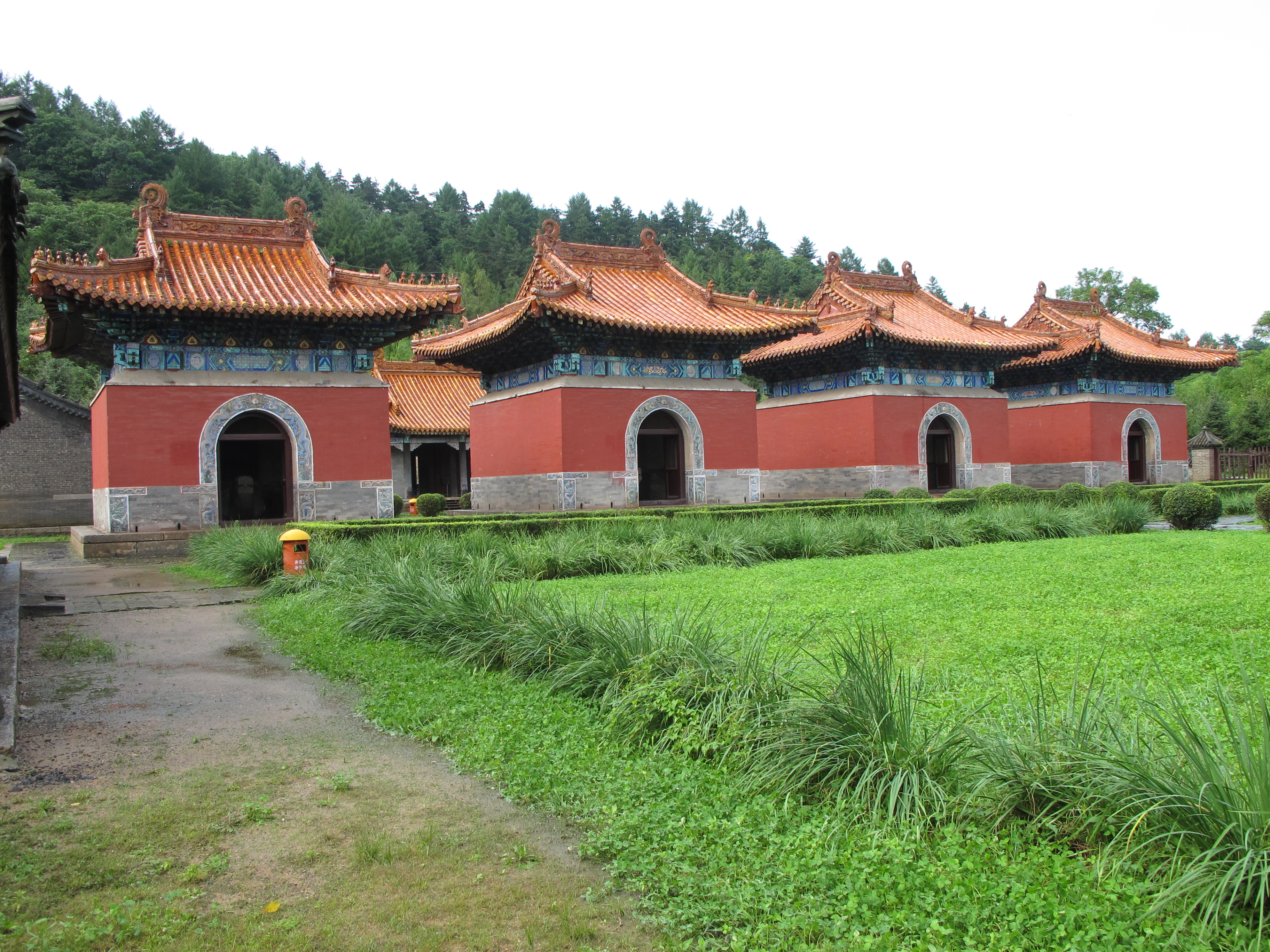
四祖碑亭
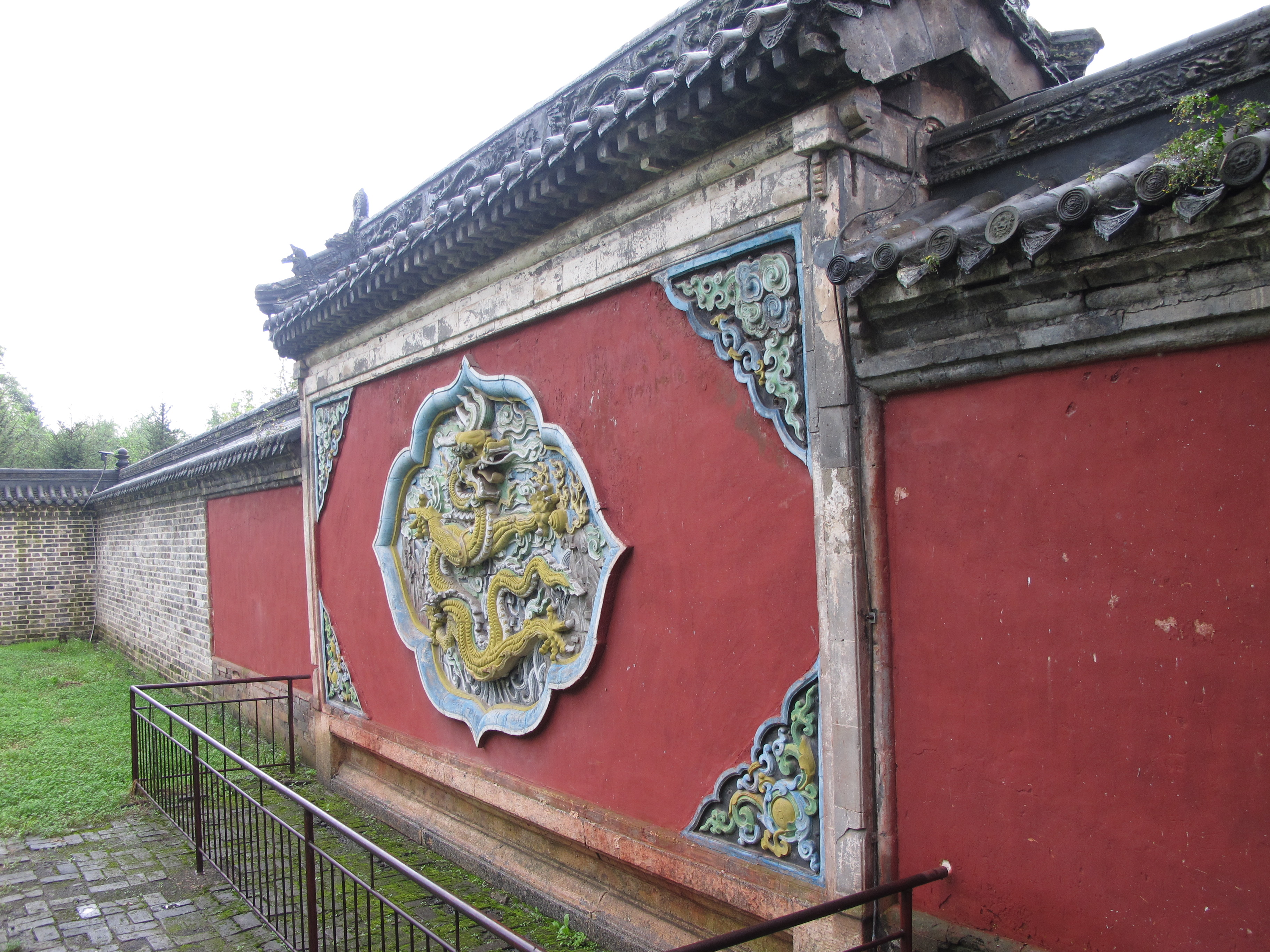
砖雕龙壁
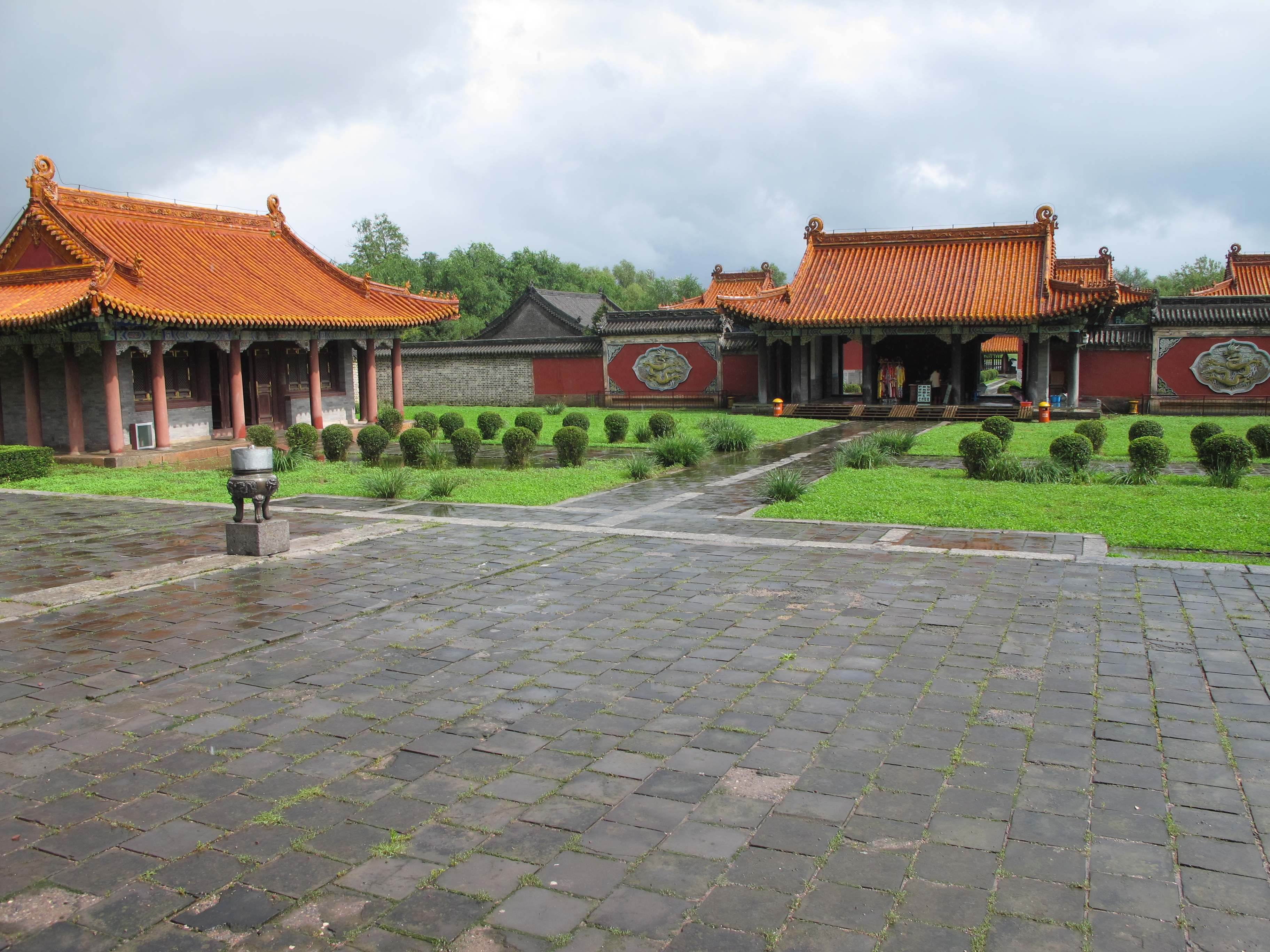
启运门和东配殿
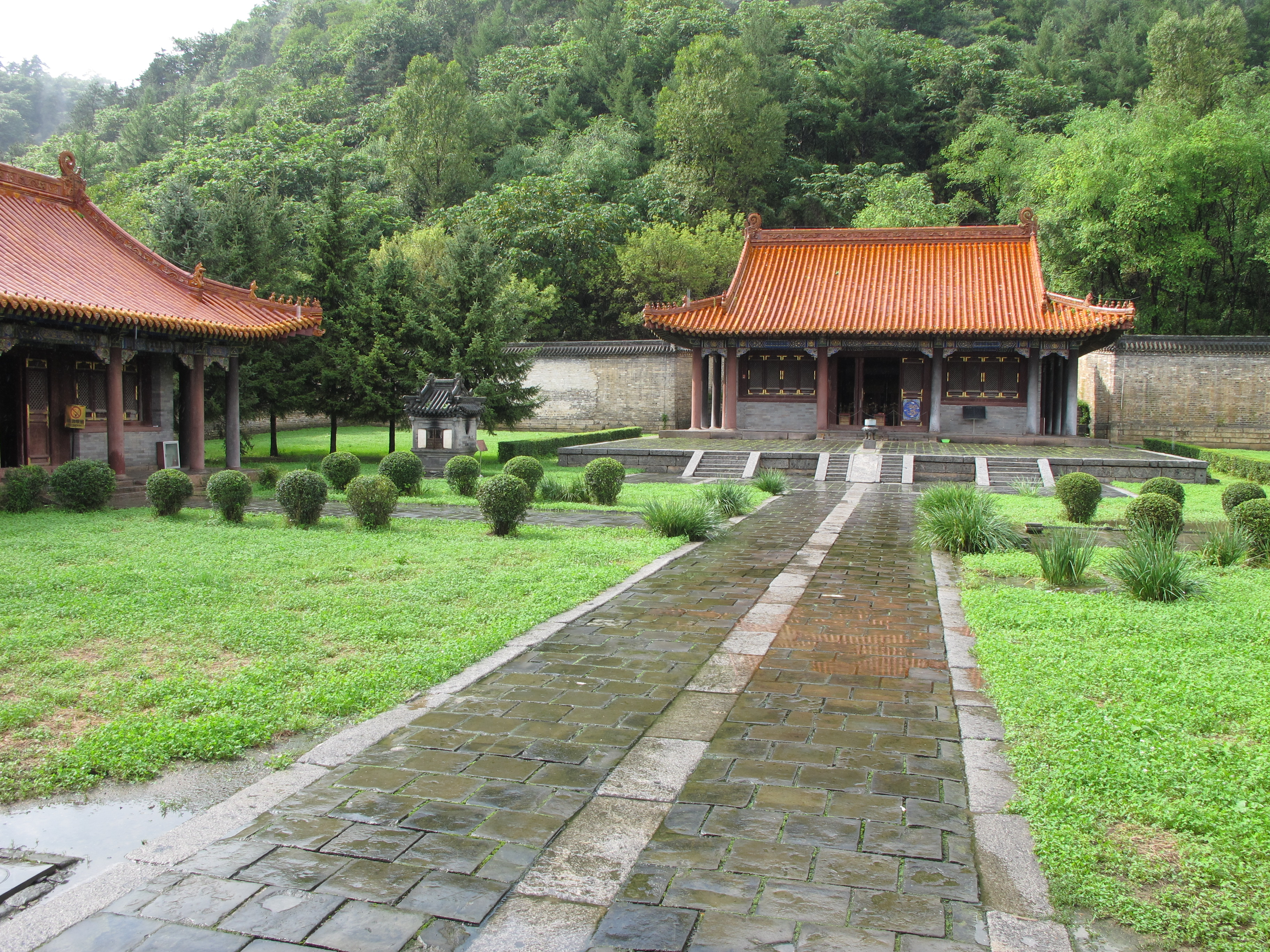
启运殿和西配殿
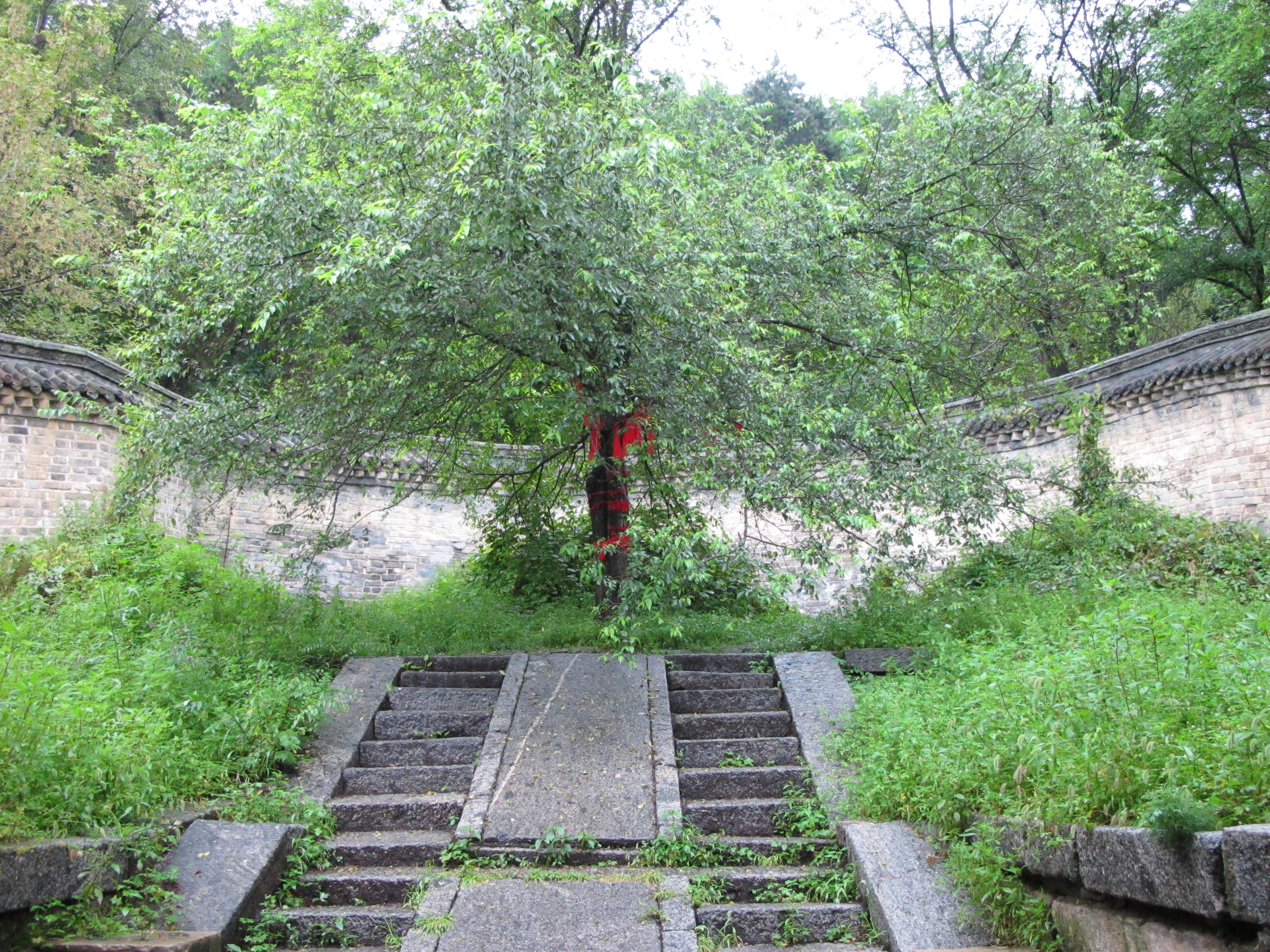
宝城

## 保护状况
清朝时期，一直有专门官员负责永陵的祭祀和管理。辛亥革命后，根据清室优待条件，仍然维持对永陵的祭祀。满洲国成立后，继续维持对于永陵的祭祀。1945年后为共产党政权所接管，直至1955年具体管理维护人员只有满洲国时期遗留下的守陵人何长清。1956年被公布为辽宁省文物保护单位。1988年被公布为第三批全国重点文物保护单位。
1981年，有关部门对武功郡王墓和恪恭贝勒墓进行了发掘，得知封土有三层，下面是用砖砌的容积不足一立方米的地宫，拱券顶，里面各有一个骨灰坛。坛内有骨灰。坛下是方石板。有盖碗的是武功郡王的骨灰坛，稍大于恪恭贝勒骨灰坛。没有任何随葬品。以此推测，兴祖、景祖、显祖的地宫与这两个地宫也差不多或稍大点。
2004年，作为明清皇家陵寝的扩展项目盛京三陵之一成为世界文化遗产。